# Girolamo Britonio
Girolamo Britonio (Sicignano, XV secolo – Roma, XVI secolo) è stato un poeta italiano.

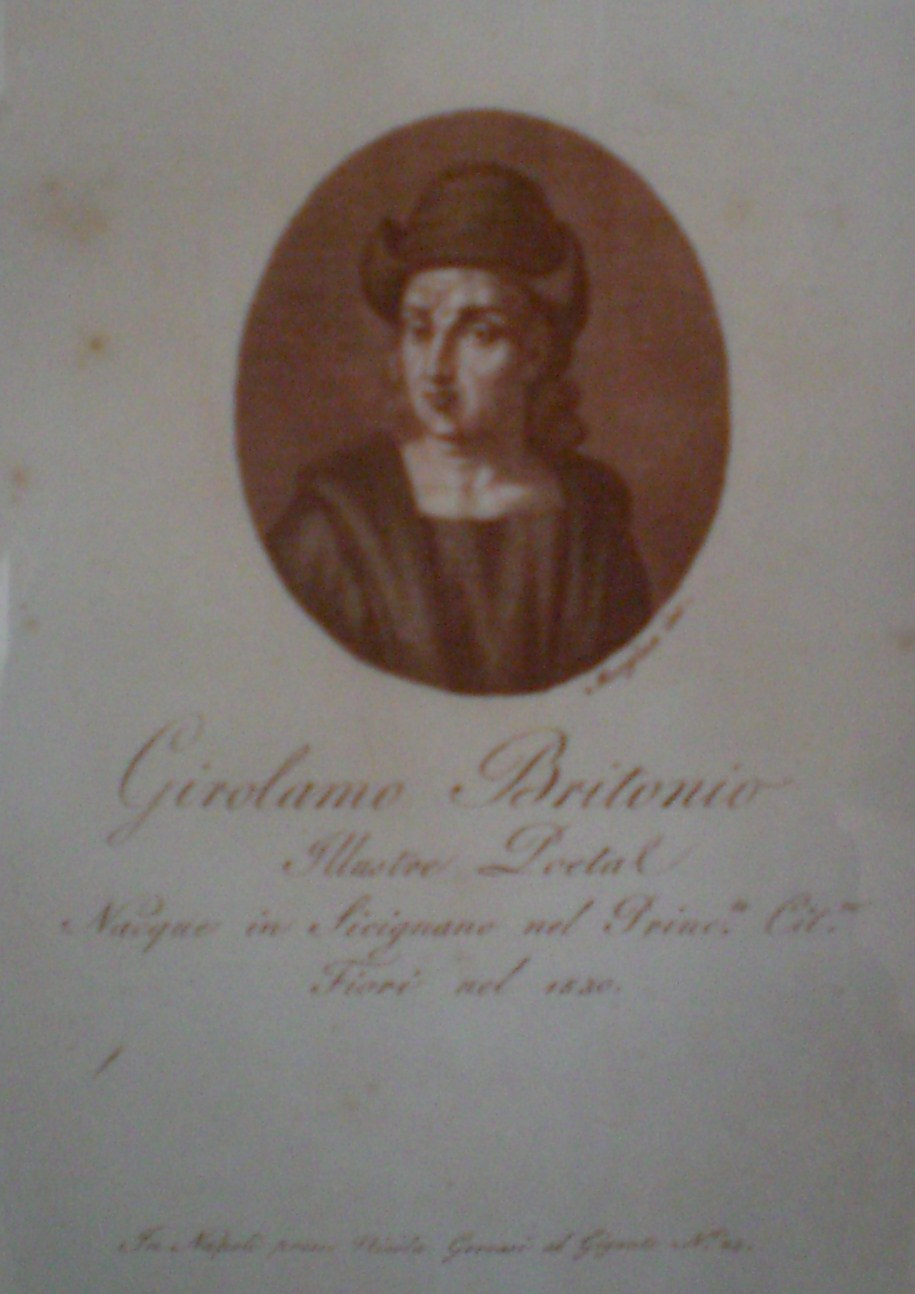
Ritratto di Girolamo Britonio (Museo vichiano - Vatolla)

Nacque intorno al 1491 a Sicignano (attuale Sicignano degli Alburni), nel Regno di Napoli. Verso il 1519 si trasferì a Napoli a seguito di Giulio Caracciolo e poi di Fernando Francesco d'Avalos.
Fece parte del circolo letterario di Ischia legato alla poetessa Vittoria Colonna, consorte di Fernando Francesco d'Avalos, a cui Britonio dedicò diversi componimenti fra cui la Gelosia del sole, la sua opera più importante. Dello stesso gruppo letterario ne fecero parte molti scrittori come Michelangelo Buonarroti, Ludovico Ariosto, Iacopo Sannazzaro, Giovanni Pontano, Bernardo Tasso, Annibale Caro e l'Aretino.

## Opere
- Del Britonio i cantici, et i ragionamenti; et quelli del pontefice, in fauore della santissima Romana Chiesa., Venezia: per Baldassar Constantini, 1550.
- Ecloga, cuius titulus est Delphilla., Venezia: Bartolomeo Cesano, 1550.
- Elegantissimo dialogo pastorale et maritimo et ninfale, diuiso in duo atti, et in diuerse rime composto, in gloria della creatione di p. Paulo terzo., Roma: per Antonio Blado, 1535.
- Epistola. Cuius titulus est Agnellus, ad Benedictum Agnellum., Venezia: Giovanni Griffio il vecchio, 1550.
- Epistola Hieronymy Britonii Neapolitani, de inani diluuii metu, ad coniugem., Napoli: per Euangelistam Papien. XX mensis Ianuarij, 1524.
- Gelosia del sole opera volgare di Girolamo Britonio di Sicignano intitolata gelosia del sole., Venezia: per Marchio Sessa, 1531.
- Nuoua elegia, volgare di m. Girolamo, Britonio, in guisa, d'epistola, composta, et con ordene della vera lingua moderna., tra il 1534 e il 1549.
- Opera volgare intitolata Gelosia del sole., Napoli : della stampa di Sigismondo Mair, 1519.
- Opusculum de laruis marmoreis effossis, et de earum vaticinio., Roma: Valerium Doricum, & Ludouicum fratres, 1550.
- Ordene et recollettione de la festa fatta in Napoli per la noua hauuta de lo imperadore Carlo de Austria., Napoli, 1519.
- Sermo in carmen redactus, de discessu Alexandri Farnesii cardinalis, et Octauii ducis fratrum, contra lutheranos euntium., Roma: Antonio Blado, 1545.
- Strena parcarum, opusculum deuotissimum, sub poetico velamine., Roma: Antonio Blado, 1535.
- Triompho nel quale Parthenope sirena narra et canta gli gloriosi gesti del gran marchese di Pescara., Stampata in Napoli: ne la stampa di m. Euangelista di Presenzani di Pavia, ali VIII del mese di Marzo 1525.
- Versione edita per Britonio de Sicignano in la inmatura morte de lo illustrissimo prencipe di Salerno suo patrone, et per alcuni soi amici, Roma, 1513.
- Vlysbonae regiae Lusitaniae vrbis, carmen., Roma: Antonio Blado, 1546.